# Filosseno d'India
Filosseno l'Invincibile (greco: Φιλοξενος Ανικετος, Philoxenos Aniketos; kharoshthi: Philasinasa; fl. I secolo a.C.) fu un re indo-greco che regnò sul territorio che va dal Paropamiso al Punjab occidentale; pare che sia stato un sovrano importante, in grado di governare per qualche tempo sull'intero territorio indo-greco.
Osmund Bopearachchi fa risalire il regno di Filosseno al 100-95 a.C., mentre Senior lo vuole regnante tra il 125 e il 110 a.C.; in ogni caso non è stato possibile collegare questo re ad alcuna dinastia indo-greca.

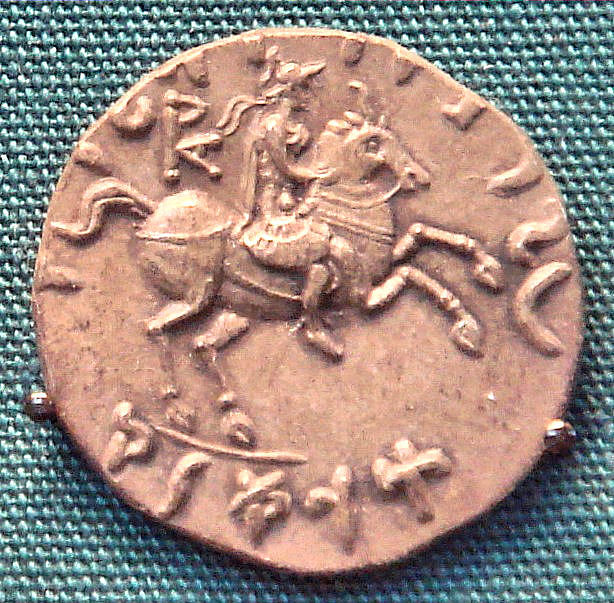
Filosseno a cavallo

Filosseno coniò numerose serie di monete d'argento recanti al rovescio il re a cavallo: questo tipo era stato utilizzato come dritto sulle monete di Antimaco II, il quale avrebbe regnato una sessantina d'anni prima di Filosseno, e come rovescio su rare monete di Nicia. Se la raffigurazione del re a cavallo fosse un simbolo dinastico o una semplice rappresentazione del re come cavaliere non è chiaro; è però certo che diversi re sciti hanno utilizzato dei cavalieri simili sulle loro monete. Oltre al cavaliere, le monete di Filosseno hanno un'altra caratteristica rara nella monetazione indo-greca ma diffusa in quella scita, l'esistenza di alcune dracme di forma quadrata. Questi indizi suggeriscono una qualche connessione di Filosseno con i nomadi che avevano conquistato la Battria.
La maggior parte delle sue monete sono bilingui, con legende in lingua greca e in kharoshthi, ma Filosseno coniò anche alcune monete di tipo attico, con legenda solo in greco, per la circolazione in Battria. Sono note alcune monete di Epandro coniate sopra quelle di Filosseno.